# تشارلز هارفي دينبي
تشارلز هارفي دينبي (بالإنجليزية: Charles Harvey Denby)‏ هو دبلوماسي أمريكي، ولد في 16 يونيو 1830، وتوفي في 13 يناير 1904.